# Gaiziapis
Gaiziapis is een geslacht van spinnen uit de  familie van de Dwergkogelspinnen (Anapidae).

## Soort
- Gaiziapis encunensis Lin & Li, 2012
- Gaiziapis zhizhuba Miller, Griswold & Yin, 2009